# Allen Coage
Allen James Coage (ur. 22 października 1943 w Nowym Jorku, zm. 6 marca 2007 w Calgary, znany także jako wrestler Bad News Brown) – amerykański judoka i wrestler. Brązowy medalista olimpijski z Montrealu 1976 w wadze ciężkiej.
Siódmy na mistrzostwach świata w 1975; uczestnik zawodów w 1969 i 1971. Triumfator igrzysk panamerykańskich w 1967 i 1975. Mistrz panamerykański w 1968 roku.

## Letnie Igrzyska Olimpijskie 1976
| Konkurencja | Rundy eliminacyjne   | Rundy eliminacyjne   | Finały                     | Finały                  | Klas. końcowa |
| Konkurencja | Przeciwnik I         | Ćwierćfinał          | Półfinał                   | O 3. miejsce            | Miejsce       |
| ----------- | -------------------- | -------------------- | -------------------------- | ----------------------- | ------------- |
| +93 kg      | Jaime Felipa (AHO) Z | Klaus Wallas (AUT) Z | Günther Neureuther (FRG) P | Güsemijn Dżalaa (MGL) Z | 3.            |